# Castianeira dubia
Castianeira dubia är en spindelart som först beskrevs av Octavius Pickard-Cambridge 1898.
Castianeira dubia ingår i släktet Castianeira och familjen flinkspindlar. Inga underarter finns listade i Catalogue of Life.